# Pirpirituba
Pirpirituba is een gemeente in de Braziliaanse deelstaat Paraíba. De gemeente telt 10.842 inwoners (schatting 2009).
De gemeente grenst aan Guarabira, Belém, Borborema, Pilõezinhos en Sertãozinho.